# بریانک (مرودشت)
بریانک یک روستا در ایران است که در دهستان محمدآباد شهرستان مرودشت واقع شده‌است. بریانک ۲۶۳ نفر جمعیت دارد.